# Ivonne Montes Torres
Ivonne Katherine Montes Torres (Lima, 1979) es una física peruana especializada en oceanografía. Ha desarrollado investigaciones sobre la dinámica oceánica y el cambio climático, con un enfoque en la modelización de ecosistemas marinos. Es investigadora científica en el Instituto Geofísico del Perú (IGP). Ha contribuido al desarrollo de políticas científicas sobre el cambio climático en Perú.

## Biografía
Ivonne Katherine Montes Torres nació en Lima, Perú, y pasó gran parte de su infancia en Pucusana, donde su conexión con el océano despertó su interés por las ciencias marinas.
Obtuvo su licenciatura en Física por la Universidad Nacional del Callao, destacándose en ciencias físicas aplicadas. Posteriormente, realizó un doctorado en Oceanografía en la Universidad de Concepción, Chile, donde investigó el uso de modelos regionales y técnicas lagrangianas para el estudio de las corrientes del Pacífico tropical sudoriental. Ha liderado diversos proyectos en oceanografía física, incluyendo el uso de tecnologías como flotadores ARGO para el monitoreo de eventos climáticos extremos como El Niño y La Niña.

## Carrera
Ivonne Montes realizó estudios posdoctorales en Francia y Alemania en el programa EUR-Oceans, enfocándose en modelado físico-biogeoquímico acoplado. Su investigación abordó la dinámica de las zonas mínimas de oxígeno frente a las costas de Perú y México, un tema relevante en el contexto del cambio climático global.
En 2014, se incorporó al Instituto Geofísico del Perú (IGP) como investigadora principal y lideró la implementación del Sistema de Computación de Alto Rendimiento, esencial para el avance de la oceanografía en el país.
Ivonne Montes también participó en la primera delegación peruana en realizar investigaciones científicas en la Antártida, empleando tecnologías avanzadas para el monitoreo oceanográfico.

## Investigaciones
Las investigaciones de Ivonne Montes abarcan diversas áreas:
- En 2015, investigó las interacciones aire-mar en sistemas de afloramiento, demostrando cómo estas influyen en la productividad biológica y en la dinámica de los ecosistemas marinos de la región.[6]
- En 2016, fue pionera en la investigación sobre los efectos del cambio climático en las zonas de bajo oxígeno.[7]
- En 2018, investigó sobre el rol del océano en el clima global, analizando cómo las variaciones en la circulación oceánica afectan los patrones climáticos globales, especialmente en el Pacífico sudoriental.[8]
- Actualmente, lidera el proyecto SEPICAF, que despliega flotadores ARGO en la costa occidental de Sudamérica para monitorear fenómenos como El Niño y La Niña, mejorando la predicción de eventos climáticos extremos.[1]

## Premios y reconocimientos
- En 2018, la UNESCO la nombró "Personaje del Mes" en reconocimiento a su impacto en el desarrollo científico del país.[9]
- En 2021, fue destacada en el Libro "Mujeres en el Conocimiento" de la Asociación Nacional de Laboratorios Farmacéuticos (ALAFARPE), que visibiliza a mujeres peruanas en la ciencia.[2]
- En 2022, fue reconocida por el Congreso de la República del Perú por sus contribuciones a la ciencia oceanográfica.[10]
- Asimismo, ha sido reconocida en múltiples medios como El Comercio y Mongabay Latam, por su trabajo en la investigación oceanográfica y su rol como referente para futuras generaciones de científicas peruanas.[11][12]